# Lista över museer i Gotlands kommun
Lista över museer i Gotlands kommun förtecknar museer i Gotlands kommun. 

Viklau Gårdsmuseum , nytt nostalgimuseum av hög kvalitet . Adress Vikalu Sigsarve  136
| Namn                              | Typ                                                                            | Plats                                                                       | Koordinater                                                     | Bild |
| --------------------------------- | ------------------------------------------------------------------------------ | --------------------------------------------------------------------------- | --------------------------------------------------------------- | ---- |
| Gotlands museum                   | Regionmuseum, innefattar Fornsalen, Gotlands konstmuseum samt fyra museigårdar | Strandgatan 14, Visby                                                       | 57°38′22.93″N 18°17′32.84″Ö / 57.6397028°N 18.2924556°Ö         |      |
| Gotlands konstmuseum              | Konstmuseum                                                                    | Sankt Hansgatan 21, Visby                                                   | 57°38′21.8616″N 18°17′37.1508″Ö / 57.639406000°N 18.293653000°Ö |      |
| Fornsalen                         | Historiskt museum                                                              | Strandgatan 14, Visby                                                       | 57°38′22.9668″N 18°17′33.0756″Ö / 57.639713000°N 18.292521000°Ö |      |
| Bungemuseet                       | Friluftsmuseum                                                                 | strax norr om Bunge kyrka i Bunge                                           | 57°51′13.59″N 19°1′42.56″Ö / 57.8537750°N 19.0284889°Ö          |      |
| Bläse Kalkbruksmuseum             | Arbetslivsmuseum                                                               | kalkbruket i Bläse, Fleringe socken                                         | 57°53′38.82″N 18°50′23.82″Ö / 57.8941167°N 18.8399500°Ö         |      |
| Kettelviks Stenmuseum             | Arbetslivsmuseum                                                               | Sundre socken                                                               | 56°56′33.9864″N 18°8′59.7444″Ö / 56.942774000°N 18.149929000°Ö  |      |
| Groddagården                      | Hembygdsmuseum                                                                 | strax norr om Fleringe kyrka i Fleringe socken                              | 57°52′21.68″N 18°52′49.3″Ö / 57.8726889°N 18.880361°Ö           |      |
| Kattlunds gård                    | Arbetslivsmuseum                                                               | Grötlingbo socken                                                           | 57°6′46.8936″N 18°20′21.6096″Ö / 57.113026000°N 18.339336000°Ö  |      |
| Strandridargården i Kyllaj        | Hembygdsmuseum                                                                 | Hellvi socken                                                               | 57°45′26.046″N 18°56′51″Ö / 57.75723500°N 18.94750°Ö            |      |
| Petes                             | Museigård, arbetslivsmuseum                                                    | Hablingbo socken                                                            | 57°11′0″N 18°10′25″Ö / 57.18333°N 18.17361°Ö                    |      |
| Norrby                            | Museigård, arbetslivsmuseum                                                    | Väte socken                                                                 | 57°27′17.28″N 18°22′18.08″Ö / 57.4548000°N 18.3716889°Ö         |      |
| Kapitelhusgården                  | Museigård, arbetslivsmuseum                                                    | Sankt Drottensgatan, vid Polhemsplatsen, Visby                              | 57°38′31.36″N 18°17′44.13″Ö / 57.6420444°N 18.2955917°Ö         |      |
| Sjöräddningsmuseet Ekeviken       | Sjöfartsmuseum                                                                 | Fitagarde vid Ekeviken på Fårö                                              | 57°58′28.5276″N 19°14′30.336″Ö / 57.974591000°N 19.24176000°Ö   |      |
| Konstnärshemmet Brucebo           | Personmuseum                                                                   | söder om Skälsö, strax norr om Visby                                        | 57°41′17″N 18°21′9″Ö / 57.68806°N 18.35250°Ö                    |      |
| Slite industrimuseum              | Industrimuseum                                                                 | Skolgatan 25 i Slite                                                        | 57°42′29″N 18°48′4″Ö / 57.70806°N 18.80111°Ö                    |      |
| Slite sjöfartsmuseum              | Sjöfartsmuseum                                                                 | Slite hamn                                                                  | 57°42′20.3472″N 18°48′33.9696″Ö / 57.705652000°N 18.809436000°Ö |      |
| Albatrossmuseet                   | Lokalhistoriskt museum                                                         | Hembygdsgården i Katthammarsvik                                             | 57°25′33.51″N 18°50′28.94″Ö / 57.4259750°N 18.8413722°Ö         |      |
| Gotlands Hesselby Jernvägs museum | Museijärnväg                                                                   | Dalhems socken, Gotland                                                     | 57°32′40.0164″N 18°31′52.7448″Ö / 57.544449000°N 18.531318000°Ö |      |
| Dunbodi                           | Arbetslivsmuseum                                                               | norr om Dalhems kyrka i Dalhems socken, Gotland                             | 57°33′34.31″N 18°33′17.24″Ö / 57.5595306°N 18.5547889°Ö         |      |
| Vike minnesgård                   | Museigård, arbetslivsmuseum, hembygdsmuseum                                    | Boge socken                                                                 | 57°38′28.25″N 18°46′7.97″Ö / 57.6411806°N 18.7688806°Ö          |      |
| Bergmancenter på Fårö             | Personmuseum                                                                   | tidigare Fårö västra skola, Fårö (samlokaliserat med Fårö museum)           | 57°55′8.4684″N 19°8′16.9187″Ö / 57.919019000°N 19.138032972°Ö   |      |
| Fårö museum                       | Hembygdsmuseum                                                                 | tidigare Fårö västra skola, Fårö (samlokaliserat med Bergmancenter på Fårö) | 57°55′8.4684″N 19°8′16.9189″Ö / 57.919019000°N 19.138033028°Ö   |      |
| Bottarve                          | Museigård, arbetslivsmuseum                                                    | Vamlingbo                                                                   | 56°59′29.7276″N 18°14′47.2056″Ö / 56.991591000°N 18.246446000°Ö |      |
| Norrlanda fornstuga               | Museigård                                                                      | Norrlanda socken                                                            | 57°31′33.708″N 18°40′35.544″Ö / 57.52603000°N 18.67654000°Ö     |      |
| Lars Gullin-museet                | Personmuseum                                                                   | Sanda stationshus, Sanda socken                                             | 57°25′55.56″N 18°13′10.56″Ö / 57.4321000°N 18.2196000°Ö         |      |
| Museum Lars Jonsson               | Personmuseum                                                                   | Vamlingbo prästgård                                                         | 56°58′09″N 18°13′48″Ö / 56.96909°N 18.22995°Ö                   |      |
| Koviks fiskerimuseumn             | Arbetslivsmuseum                                                               | Kovik i Sanda socken                                                        | 57°24′27.6732″N 18°09′32.6916″Ö / 57.407687000°N 18.159081000°Ö |      |
| Gotlands försvarsmuseum           | Försvarsmuseum                                                                 | Förrådsvägen 4, Tingstäde                                                   | 57°44′7.1844″N 18°36′42.0372″Ö / 57.735329000°N 18.611677000°Ö  |      |
| Tingstäde fästning                | Försvarsmuseum                                                                 | strax norr om Tingstäde                                                     | 57°44′17″N 18°37′13″Ö / 57.73806°N 18.62028°Ö                   |      |
| Lärbro krigssjukhusmuseum         | Försvarsmuseum                                                                 | Lärbro                                                                      | 57°47′34.4832″N 18°47′10.3668″Ö / 57.792912000°N 18.786213000°Ö |      |
| Gotlands lantbruksmuseum          | Arbetslivsmuseum                                                               | Havdhem                                                                     | 57°9′39.9844″N 18°19′53.6844″Ö / 57.161106778°N 18.331579000°Ö  |      |
| Vanges                            | Museigård, arbetslivsmuseum                                                    | Burs socken                                                                 | 57°12′57.8124″N 18°31′7.0896″Ö / 57.216059000°N 18.518636000°Ö  |      |
| KA3 Militärmuseum                 | försvarsmuseum                                                                 | Franska kasernen i Fårösund                                                 | 57°51′59″N 19°2′59″Ö / 57.86639°N 19.04972°Ö                    |      |